# Ibi deficit orbis
 Ibi deficit orbis лат. (изговор: иби дефицит орбис). Ту се завршава свијет; овдје је крај свијета.

## Поријекло изреке
Сматрало се да иза Гибралтара нема живог свијета. Према легенди, ово је натпис на   Херкуловим стубовима  изнад  Гибралтарског мореуза: 
| „ | Ту се завршава свијет | ” |